# Sankt Gallen (Steiermark)
Sankt Gallen ist eine österreichische Marktgemeinde mit 1803 Einwohnern (Stand 1. Jänner 2024) im Norden der Steiermark im Gerichtsbezirk bzw. Bezirk Liezen.

## Geografie

### Geografische Lage

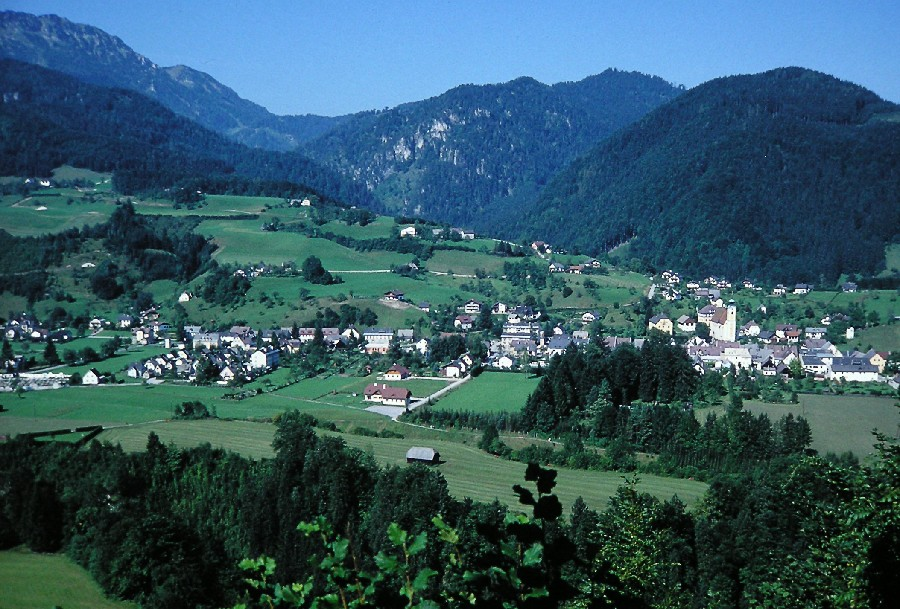
Panorama von Sankt Gallen (1993)

Sankt Gallen liegt im Tal des Großen Billbachs an der Buchauer Straße B 117, die in Altenmarkt bei St. Gallen von der Eisen-Straße B 115 westlich abzweigt und weiter über den Buchauer Sattel wieder zurück ins Ennstal führt. Das Gemeindegebiet gehört zur Steiermark und liegt nahe der Grenze zu Oberösterreich. Die Gemeinde ist Teil des Nationalparks Gesäuse. Südlich wird das Gemeindegebiet von der Berggruppe des Buchsteins begrenzt, der zum Gesäuse gehört.

### Gemeindegliederung
Die Gemeinde St. Gallen wurde mit 1. Jänner 2015 im Rahmen der steiermärkischen Gemeindestrukturreform mit der Marktgemeinde Weißenbach an der Enns vereint.
Das Gemeindegebiet umfasst zehn Ortschaften (in Klammern Einwohnerzahl Stand 1. Jänner 2024):
- Bergerviertel (14) samt Geigenkogel und Spitzenbach
- Bichl (5)
- Breitau (4)
- Oberlaussa (6)
- Oberreith (172) samt Grießbach, Lindenhof, Oberhof und Pölzenbach
- Reiflingviertel (14) samt Finsterbach, Schoberer, Stangl und Stiebergraben
- Sankt Gallen (1240)
- Unterlaussa (31)
- Weißenbach an der Enns (297)
- Wolfsbachau (20)

Die Gemeinde besteht aus sechs Katastralgemeinden (Fläche Stand 31. Dezember 2023):
- Bergerviertel (1.219,23 ha)
- Oberreith (3.006,87 ha)
- Reiflingviertel (1.708,35 ha)
- St. Gallen (167,71 ha)
- Weißenbach an der Enns (5.421,59 ha)
- Wolfsbachau (1.443,99 ha)

### Nachbargemeinden
Zwei der fünf Nachbargemeinden liegen in Oberösterreich, drei im Bezirk Liezen.
| Rosenau am Hengstpaß (Bezirk Kirchdorf) | Weyer (Bezirk Steyr-Land)                   | Altenmarkt bei Sankt Gallen |
|                                         | Kompassrose, die auf Nachbargemeinden zeigt |                             |
| Admont                                  |                                             | Landl                       |

## Geschichte
In der Antike war das heutige Gebiet von St. Gallen nur eine Wildnis östlich der Pyhrnstraße Wels-Liezen-Aquileia. Erst nach der Gründung des Klosters Admont im 11. Jahrhundert wurde eine Verbindung zwischen Pyhrnstraße und dem nach Norden gerichteten Teil des Ennstals (Wasserstraße) angestrebt. Damals wurde die St. Gallener Gegend als „Silva Nova“ (Neuwald) bezeichnet. Gottfried Edler von Wetternfeld erbaute 1152 zu Ehren des Hl. Gallus eine Kirche (St. Gallus in silva), die Erhebung zur Pfarre erfolgte 1160. Angesichts des neuen Verkehrsweges wurde in St. Gallen eine Taverne zur Stärkung der Reisenden eingerichtet. Der Ort entwickelte sich weiter: Ende des 13. Jahrhunderts war in St. Gallen ein Meister Ulrich als Arzt tätig, was ein erhebliches Wachstum der Bevölkerung voraussetzt. Die Errichtung der Burg zum Schutz des Stiftseigentums im Jahr 1278 lässt auch auf einen gewissen Wohlstand schließen.
Im 16. Jahrhundert ist in St. Gallen die Eisenindustrie dominierend. Das Roheisen wurde aus Eisenerz importiert, in Radwerken (Rennöfen) verhüttet und via Enns und Donau exportiert. Nach dem Niedergang dieser Industrie ab der Mitte des 19. Jahrhunderts erfuhr der Fremdenverkehr einen Aufschwung. Der erste St. Gallener Reiseführer wurde 1879 von Josef Rabl verfasst.
Beim Juliputsch 1934 kam es zu mehrtägigen Kämpfen, deren Schwerpunkt die Obersteiermark war, und zwar sowohl das Industriegebiet zwischen Judenburg und Leoben als auch das steirische Ennstal. Die blutigsten Auseinandersetzungen fanden in und um Schladming und Leoben-Donawitz statt. In St. Gallen weigerte sich der Gendarmerie-Postenkommandant Franz Titz, sich den nationalsozialistischen Putschisten zu ergeben, und wurde erschossen. Einer der daran Beteiligten wurde in der Folge durch ein Militärgericht in Leoben wegen Mordes zum Tode verurteilt und hingerichtet.

### Religion
- römisch-katholisch 83 %
- evangelisch 2 %
- andere 4 %
- ohne rel. Bekenntnis 11 %

(Stand: 2001)

## Kultur und Sehenswürdigkeiten
- Burg Gallenstein, erbaut 1278

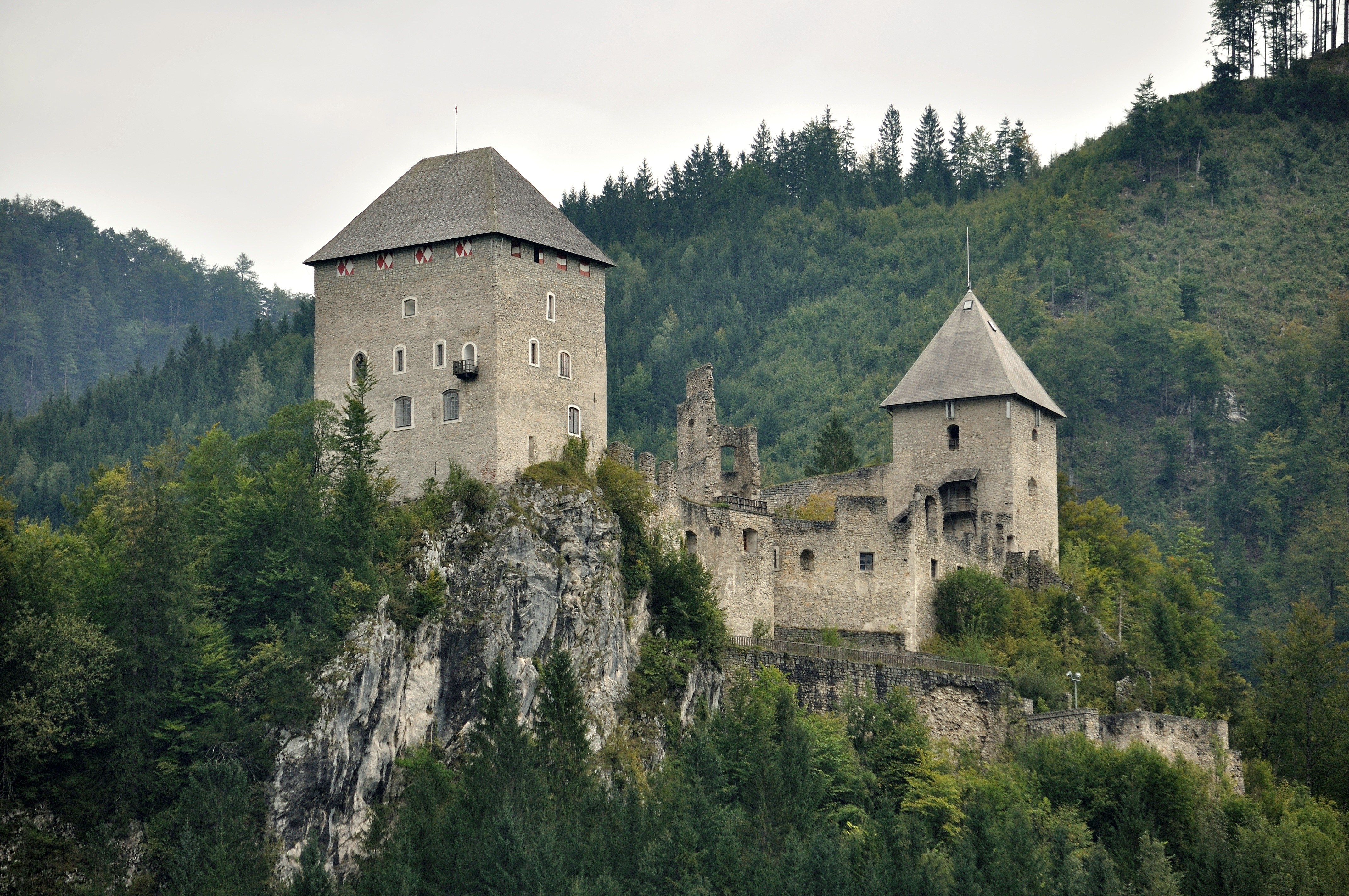
Burg Gallenstein

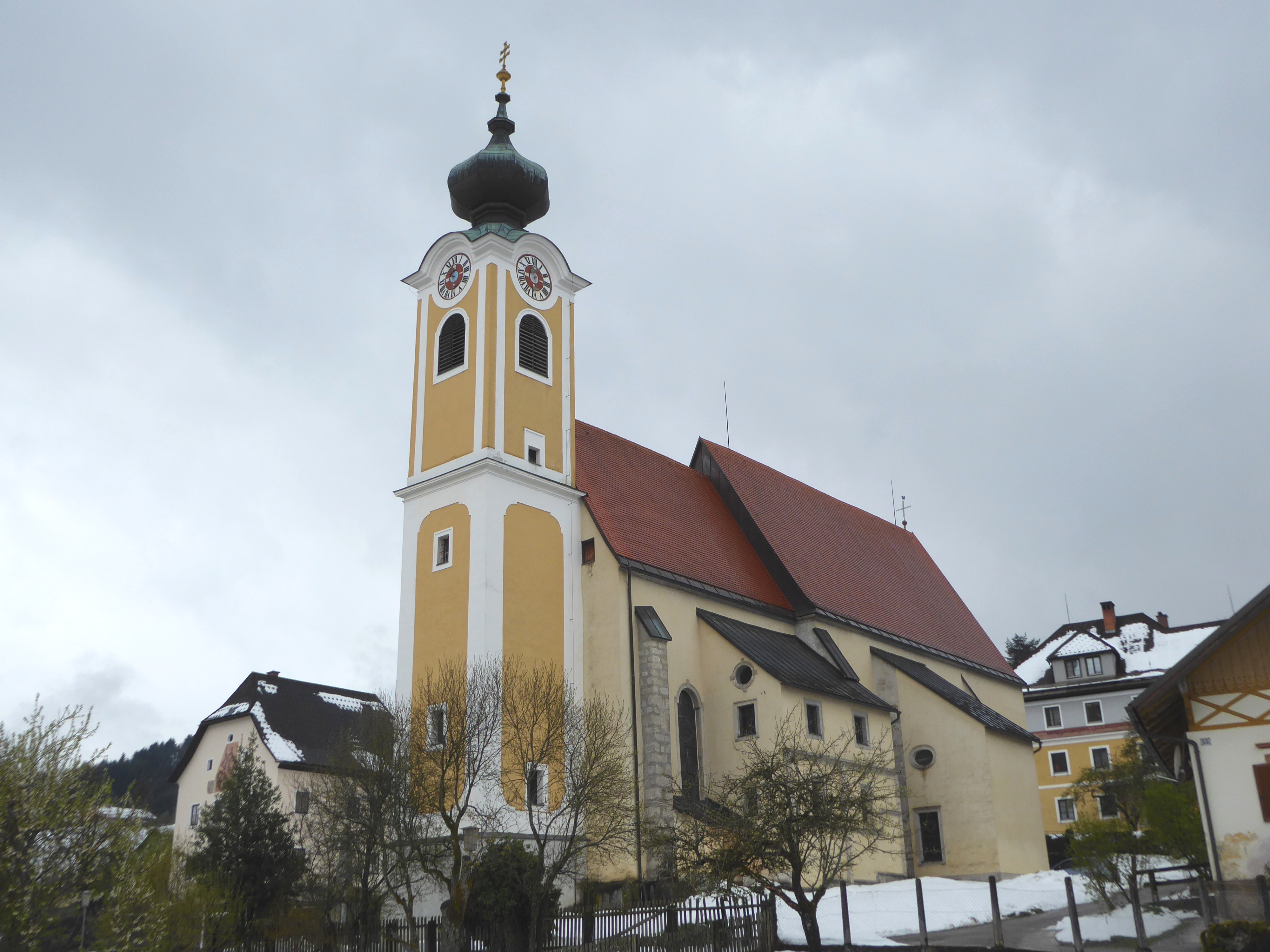
Pfarrkirche St. Gallus

- Katholische Pfarrkirche St. Gallus: 1515–1523 erbaut; spätgotischer Kirchenbau mit Strebepfeilern, Treppentürmchen. Barocker Zwiebelhelm. Innen reich gestaltetes spätgotisches Netzrippengewölbe mit Vierpassfiguration in den östlichen Langhausjochen und kunstvollem Schlingrippengewölbe mit sechsstrahligem Mittelstern im westlichen Chorbereich. Barocke Erweiterungen mit Platzlgewölben sind das westliche Langhausjoch und das östliche Chorjoch.
- Bürgerhäuser und Hammerherrenhäuser
- Das Haus Nr. 45 am Marktplatz trägt als Wohn- und Sterbehaus des Geographen Friedrich Simony (1813–1896) eine Gedenktafel.

### Naturdenkmäler
- Spitzenbachklamm

### Regelmäßige Veranstaltungen
- Festival St. Gallen: Musikfestival klassischer Konzerte, jährlich in der zweiten Augusthälfte.
- ARCANA Festival für Neue Musik St. Gallen/Gesäuse

## Wirtschaft und Infrastruktur

### Verkehr
Der Bahnhof Weißenbach–St. Gallen liegt an einem Teilstück der Rudolfsbahn und wird von St. Gallen über die B 115 erreicht. Eine Postbuslinie führt von Liezen über Admont, den Buchauer Sattel und St. Gallen zum Bahnhof Weißenbach–St. Gallen.
Mit dem Eisenwurzenweg 08 verläuft ein österreichischer Weitwanderweg durch die Gemeinde.

### Ansässige Unternehmen
- Forstverwaltung der steirischen Landesforste
- Steinrieser (Getränkeabfüllung)
- Alpen-May-Kestag (Bohrer und Senkwerkzeuge)
- Greiner Packaging (Kunststofftechnik)
- fuernholzer design – photography – werbung (Industriedesign, Produktdesign, Kommunikationsdesign, Werbeagentur, Berufsfotograf, Videografie)
- Schuster Helm (Schuhhandel, überregionales Reparaturservice)
- ABAG Mineralölhandels GmbH – „deine Tankstelle“

### Bildung
- Kindergarten St. Gallen
- Kindergarten Weißenbach an der Enns
- Volksschule St. Gallen
- Neue Mittelschule Weißenbach an der Enns

## Politik

### Gemeinderat
Der Gemeinderat hat 15 Mitglieder, nach den Gemeinderatswahlen hatte der Gemeinderat folgende Verteilungen:
- 2000: 10 SPÖ, 4 ÖVP, 1 FPÖ
- 2005: 8 SPÖ, 7 ÖVP[6]
- 2010: 9 ÖVP, 6 SPÖ[7]
- 2015: 11 ÖVP, 4 SPÖ[8]

Seit den Gemeinderatswahlen in der Steiermark 2020 hat der Gemeinderat folgende Verteilung: 10 ÖVP, 5 SPÖ

### Bürgermeister
- bis 2010 Eduard Grießl (SPÖ)
- seit 2010 Armin Forstner (ÖVP)

### Wappen

Wappen der Vorgängergemeinden
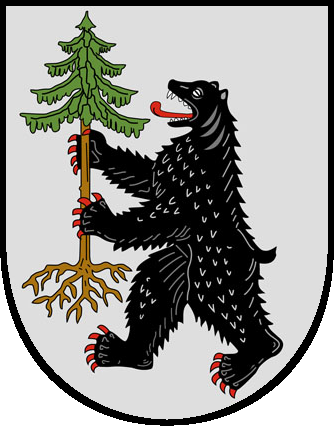
Sankt Gallen
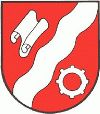
Weißenbach an der Enns

Beide Vorgängergemeinden hatten ein Gemeindewappen. Die Verleihung des ersten Gemeindewappens für Sankt Gallen erfolgte mit Wirkung vom 1. Juni 1952. Die Wappenbeschreibung lautete:
„Im silbernen Schild erscheint abgeledigt ein aufgerichteter schwarzer, rot bewehrter und bezungter Bär, der in seinen Vorderpranken eine entwurzelte naturfarbene Fichte hält.“
Wegen der Gemeindezusammenlegung verloren die Wappen der Altgemeinden mit 1. Jänner 2015 ihre offizielle Gültigkeit. Die Neuverleihung des Wappens für die Fusionsgemeinde erfolgte mit Wirkung vom 5. Mai 2018.
Die geänderte Blasonierung (Wappenbeschreibung) lautet:
„Unter rotem Zinnenschildhaupt in Silber ein aufgerichteter schwarzer, rot bewehrter und bezungter Bär, in seinen Vorderpranken eine grüne entwurzelte Fichte haltend.“
Der Bär am Wappen leitet sich von der Legende Sankt Gallus und der Brennholzbär her.

## Persönlichkeiten

### Ehrenbürger der Gemeinde
- 1969: Alfred Schachner-Blazizek (1912–1970), Landeshauptmann-Stellvertreter[13]

### Söhne und Töchter der Gemeinde
- Augustin Maria Kurtz-Gallenstein (1856–1916), Maler
- Arthur Kurtz (1860–1917), Maler und Schriftsteller
- Max Damberger (1877–1943), Militärkapellmeister, Dirigent und Komponist
- Emmerich Millim (1909–1971), Maler und Graphiker
- Michael Maderthaner (1925–1981), Politiker der SPÖ, Abgeordneter zum Nationalrat von 1971 bis 1981
- Rudolf Haller (1929–2014), Philosoph
- Albert Hirschbichler (1931–1959), Bergsteiger
- Karin Buder (* 1964), Skirennläuferin

### Personen mit Bezug zur Gemeinde
- Hermann Brandauer (1887–1962), Unternehmer, Komponist, Alpinist und paläontologischer Sammler
- Armin Forstner (* 1971), Politiker der ÖVP
- Ferdinand Habacher (1881–1971), Veterinärmediziner und Hochschullehrer
- Ludwig Huna (1872–1945), Romancier und Dramatiker
- Reinhold Kukla (1877–1965), Landschafts- und Tiermaler
- Friedrich Simony (1813–1896), Geograph und Alpenforscher